# Décade de Fajr

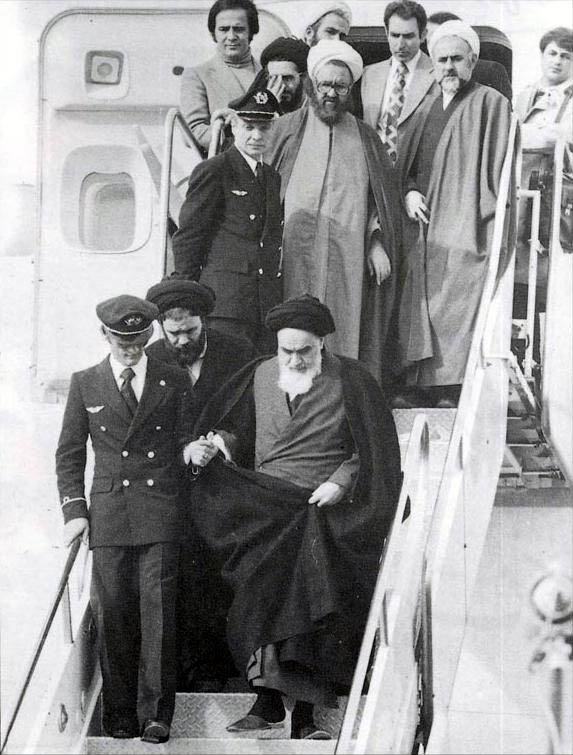
L'Imam Khomeini à Mehrabad.

Décade de Fajr ou dahe-ye Fajr, c'est-à-dire « décade de l'Aube », est une célébration de dix jours du retour de Rouhollah Khomeini en Iran en 1979. Les célébrations annuelles durent du 1er au 11 février. Cette période des dix jours entre l'arrivée de l'Imam Khomeini en Iran et la victoire de la Révolution islamique a été baptisée la « décade de Fajr ». Elle est commémorée chaque année partout en Iran et c'est l'un des événements politiques les plus importants du pays.

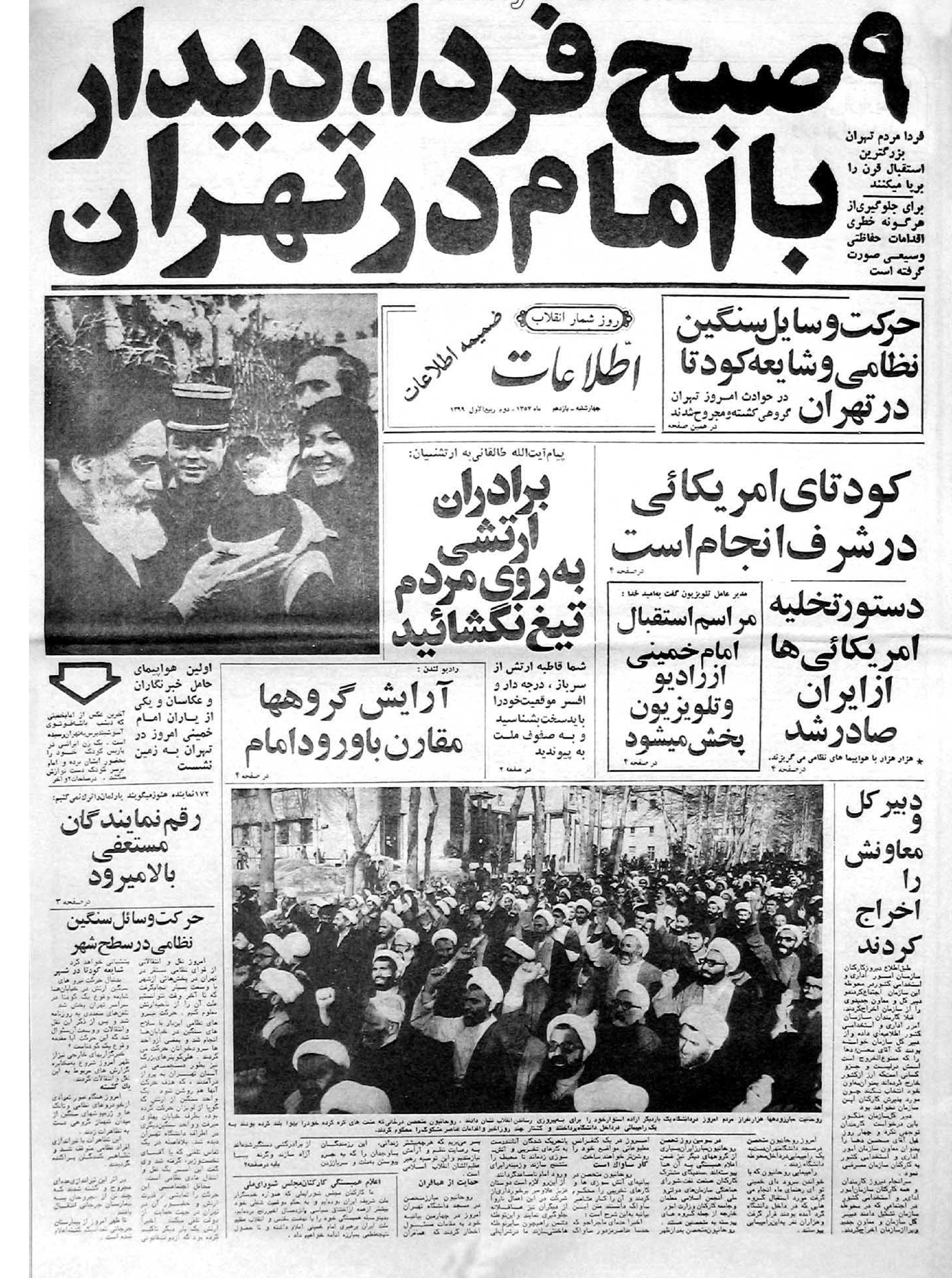
La Une du journal Eṭṭelāʿāt, la veille de l'arrivée de Khomeini en Iran.

## Les dix jours historiques
Dahe-ye fajr marque l'anniversaire des dix jours du retour de Rouhollah Khomeini en Iran (1er février), après 15 ans d'exil, jusqu'au jour de la victoire de la Révolution (22 Bahman, 11 février) en 1979.
En quittant la terre de France, l’Imam Khomeini, dans une lettre adressée au peuple français, lui fait ses adieux, tout en le remerciant[source détournée]. À l'occasion de cette grande victoire, le peuple iranien décore différentes villes, rues et zones avec différents objets décoratifs, des fleurs, l'image de l'imam Khomeini et de Seyed Ali Khamenei, le drapeau de la République islamique d'Iran. Les organisations révolutionnaires organisent le Festival du film de Fajr (le plus grand festival de cinéma, de théâtre et de musique d'Iran), et divers programmes dans des organisations et des centres gouvernementaux à travers le pays. Les écoles commencent à 9 h 33 le 1er février avec l'arrivée de l'Imam Khomeini en Iran. De plus, le 11 février, jour férié officiel, les gens se rassemblent dans différentes villes pour célébrer la victoire.

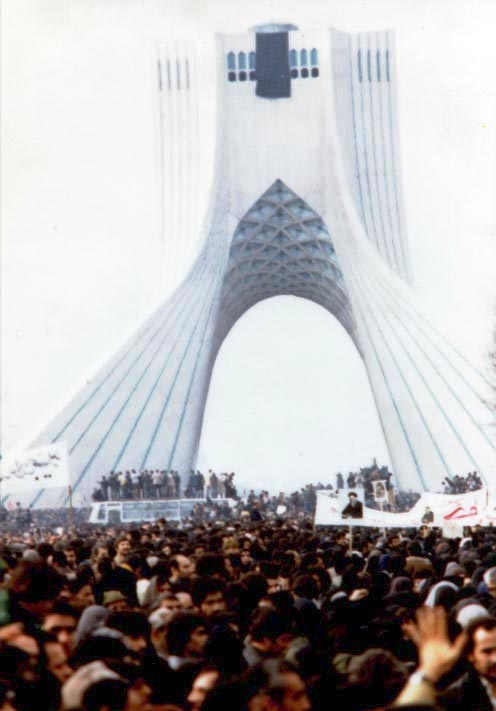
1979, la révolution Iranienne.

### 1erfévrier
Le 1er février 1979, l'ayatollah Khomeini est revenu en Iran, son pays natal, sous l'acclamation de millions de compatriotes. Cette arrivée triomphale est survenue deux semaines après le départ précipité du shah d'Iran, Mohammad Reza Pahlavi. Après un court discours de remerciement à sa descente d’avion à l’Aéroport international Mehrabad à Téhéran, il s'est rendu au cimetière de Téhéran Behecht-e-Zahra (Paradis de Zahra) où il a prononcé son discours historique. Dix jours après son retour en Iran, c’est-à-dire le 11 février 1979, la Révolution islamique a abouti à la victoire.
Plus de 450 journalistes, cadreurs et photographes ont couvert ce qui s'est passé à Téhéran.

### 2 février
La plupart des contrats (armes,nucléaire,usines) avec des fournisseurs étrangers sont remis en cause.

### 5 février
Le 5 février 1979, l'ayatollah Khomeini choisit Mehdi Bazargan comme premier ministre du gouvernement provisoire.

### 8 février
Le 8 février 1979, les officiers de la Force aérienne de la république islamique d'Iran sont allés chez Khomeini et ont promis leur loyauté à la révolution.

### 11 février
Shapour Bakhtiar démissionne et part pour la France. Les révolutionnaires ont gagné une victoire en ce jour.

## Cérémonies
Chaque année, depuis l’avènement de la Révolution islamique, les différentes franges du peuple iranien célèbrent cette victoire et les cérémonies ont lieu dans le mausolée de l'ayatollah Khomeini.